# Carrarese Calcio 1908 2000-2001
Questa voce raccoglie le informazioni riguardanti la Carrarese Calcio 1908 nelle competizioni ufficiali della stagione 2000-2001.

## Stagione
Nella stagione 2000-2001 la Carrarese disputa il girone A del campionato di Serie C1, raccoglie 33 punti con il quattordicesimo posto finale. Non basta per ottenere la salvezza, deve quindi disputare il Play-out con il Brescello, che si conclude con due pareggi, sufficienti per raggiungere l'obiettivo di mantenere la categoria, in quanto il Brescello, giunto penultimo con 28 punti in campionato, partiva in svantaggio. In campionato la Carrarese parte bene, al termine del girone di andata con 23 punti è a metà classifica, ma poi disputa un pessimo girone di ritorno, chiuso con solo 10 punti ottenuti, che hanno compromesso la salvezza diretta, rimediata però vincendo il Play-out. Sulla panchina toscana Gian Cesare Discepoli, dopo dieci giornate ha preso il posto di Luciano Filippi, che aveva iniziato la stagione, raccogliendo una sola vittoria (1-0) all'Arezzo. Nella Coppa Italia di Serie C la Carrarese disputa il girone E di qualificazione, che ha promosso lo Spezia.

## Rosa
| N. |                   | Ruolo | Calciatore         |
| -- | ----------------- | ----- | ------------------ |
|    | Italia (bandiera) | C     | Angelo Affatigato  |
|    | Italia (bandiera) | A     | Simone Cavalli     |
|    | Italia (bandiera) | D     | Marcello Cottafava |
|    | Italia (bandiera) | D     | Lorenzo Fiorentini |
|    | Italia (bandiera) | C     | Valeriano Fiorin   |
|    | Italia (bandiera) | C     | Giuseppe Granozi   |
|    | Italia (bandiera) | C     | Fabio Luciani      |
|    | Italia (bandiera) | D     | Daniele Marcucci   |
|    | Italia (bandiera) | A     | Cristiano Masitto  |
|    | Italia (bandiera) | C     | Christian Pennucci |
|    | Italia (bandiera) | A     | Andrea Pierotti    |
|    | Italia (bandiera) | P     | Giampaolo Pinna    |
|    | Italia (bandiera) | C     | Gianluca Porro     |

| N. |                   | Ruolo | Calciatore         |
| -- | ----------------- | ----- | ------------------ |
|    | Italia (bandiera) | P     | Giacomo Puntelli   |
|    | Italia (bandiera) | C     | Roberto Ragone     |
|    | Italia (bandiera) | A     | Davide Ratti       |
|    | Italia (bandiera) | C     | Pietro Rubino      |
|    | Italia (bandiera) | C     | Claudio Salvi      |
|    | Italia (bandiera) | D     | Simone Santin      |
|    | Italia (bandiera) | D     | Andrea Segnani     |
|    | Italia (bandiera) | A     | Manuel Sinato      |
|    | Italia (bandiera) | C     | Lorenzo Spagnoli   |
|    | Italia (bandiera) | A     | Gianluca Venturini |
|    | Italia (bandiera) | D     | Francesco Vincenti |
|    | Italia (bandiera) | D     | Denis Zanardo      |

## Risultati

### Campionato

#### Girone di andata
| Arbitro: | Ardito (Bari) |

|  |           |            |
|  | Marcatori | 86’ Ardito |

| Arbitro: | Semeraro (Taranto) |

|            |           |             |
| Borneo 25’ | Marcatori | 56’ Cavalli |

| Carrara 17 settembre 2000 3ª giornata | Carrarese         | 0 – 0 | SPAL | Stadio dei Marmi\| Arbitro: \| Cruciani (Pesaro) \| |
| Arbitro:                              | Cruciani (Pesaro) |       |      |                                                     |

| Arbitro: | Ferraro (Crotone) |

|                                    |           |                            |
| Protti 48’, 86’ (rig.) Geraldi 54’ | Marcatori | 26’ Masitto 78’ Fiorentini |

| Arbitro: | Giachero (Pinerolo) |

|               |           |             |
| Cottafava 13’ | Marcatori | 54’ Trocini |

| Leffe 8 ottobre 2000 6ª giornata | AlbinoLeffe                | 0 – 0 | Carrarese | Stadio Carlo Martinelli\| Arbitro: \| Santucci (Reggio Calabria) \| |
| Arbitro:                         | Santucci (Reggio Calabria) |       |           |                                                                     |

| Arbitro: | Sacco (Civitavecchia) |

|           |           |  |
| Fiorin 3’ | Marcatori |  |

| Arbitro: | Liberti (Genova) |

|                           |           |                    |
| Guidetti 12’ Trapella 78’ | Marcatori | 87’ (rig.) Masitto |

| Arbitro: | Carrer (Conegliano) |

|            |           |                           |
| Ragone 56’ | Marcatori | 41’ Rizzolo 58’ Bertolini |

| Reggio Emilia 5 novembre 2000 10ª giornata | Brescello         | 0 – 0 | Carrarese | Stadio Mirabello\| Arbitro: \| Latella (Potenza) \| |
| Arbitro:                                   | Latella (Potenza) |       |           |                                                     |

| Arbitro: | Zenere (Schio) |

|                    |           |                  |
| Masitto 42’ (rig.) | Marcatori | 46’ Fava Passaro |

| Arbitro: | Ferrara (Crotone) |

|              |           |                        |
| Fabbrini 26’ | Marcatori | 90+2’ (aut.) Armellini |

| Arbitro: | M. Mazzoleni (Bergamo) |

|                         |           |                               |
| Fiori 18’ Chiappara 31’ | Marcatori | 29’, 65’ C. Salvi 47’ Granozi |

| Arbitro: | Carlucci (Molfetta) |

|                                   |           |                |
| Masitto 83’ (rig.) C. Salvi 90+2’ | Marcatori | 25’ Rizzitelli |

| Arbitro: | Brighi (Cesena) |

|  |           |                              |
|  | Marcatori | 55’, 68’ Masitto 82’ Cavalli |

| Arbitro: | Giordano (Caltanissetta) |

|                            |           |            |
| C. Salvi 51’ Cavalli 90+3’ | Marcatori | 40’ Zirafa |

| Bergamo 10 gennaio 2001 17ª giornata | Alzano Virescit      | 0 – 0 | Carrarese | Stadio Atleti Azzurri d'Italia\| Arbitro: \| Nicoletti (Macerata) \| |
| Arbitro:                             | Nicoletti (Macerata) |       |           |                                                                      |

#### Girone di ritorno
| Arbitro: | Sacco (Civitavecchia) |

|           |           |  |
| Memmo 50’ | Marcatori |  |

| Arbitro: | Angrisani (Salerno) |

|                                |           |                                    |
| Cavalli 26’ Masitto 43’ (rig.) | Marcatori | 13’, 38’ Giraldi 72’ (rig.) Borneo |

| Arbitro: | Ciampi (Pisa) |

|                                                 |           |  |
| Longhi 18’ Cancellato 31’ (rig.) Pellissier 48’ | Marcatori |  |

| Carrara 4 febbraio 2001 21ª giornata | Carrarese       | 0 – 0 | Livorno | Stadio dei Marmi\| Arbitro: \| Dattilo (Locri) \| |
| Arbitro:                             | Dattilo (Locri) |       |         |                                                   |

| Arbitro: | Battistella (Conegliano) |

|  |           |             |
|  | Marcatori | 90’ Cavalli |

| Arbitro: | Torella (Roma) |

|           |           |               |
| Porro 22’ | Marcatori | 51’ Andreotti |

| Arbitro: | Giordano (Caltanissetta) |

|                                     |           |                               |
| Benfari 14’ (rig.), 39’ Lazzaro 68’ | Marcatori | 70’ (rig.) Masitto 88’ Sinato |

| Arbitro: | Marchesi (Bergamo) |

|  |           |                           |
|  | Marcatori | 44’ Ghizzani 65’ Trapella |

| Arbitro: | Giannoccaro (Lecce) |

|                           |           |  |
| Bertolini 31’ Breschi 53’ | Marcatori |  |

| Arbitro: | Rubino (Salerno) |

|             |           |  |
| Cavalli 30’ | Marcatori |  |

| Arbitro: | Crugliano (Crotone) |

|                  |           |           |
| Fava Passaro 81’ | Marcatori | 75’ Porro |

| Arbitro: | Cuttica (Alessandria) |

|                      |           |              |
| Milanetto 84’ (aut.) | Marcatori | 72’ Veronese |

| Arbitro: | Ambrosino (Torre del Greco) |

|  |           |          |
|  | Marcatori | 1’ Fiori |

| Arbitro: | Romeo (Verona) |

|                                               |           |                        |
| Taldo 4’ (rig.) Chiaretti 21’ Pinciarelli 82’ | Marcatori | 32’ Masitto 86’ Sinato |

| Arbitro: | Squillace (Catanzaro) |

|  |           |           |
|  | Marcatori | 50’ Sordo |

| Arbitro: | P. Rossi (Forlì) |

|                          |           |               |
| Melis 57’ Scazzola 90+2’ | Marcatori | 83’ Cottafava |

| Arbitro: | Giammillaro (Messina) |

|                                                |           |                                        |
| Masitto 37’ (rig.) Venturini 87’ Cavalli 90+6’ | Marcatori | 16’, 27’, 36’ Bernardi 52’ Florijancic |

### Play-out
| Arbitro: | Cruciani (Pesaro) |

|                                |           |                         |
| Fusani 24’ G. Rossi 78’ (rig.) | Marcatori | 52’ Porro 90’ Cottafava |

| Carrara 3 giugno 2001 Semifinale ritorno | Carrarese         | 0 – 0 | Brescello | Stadio dei Marmi\| Arbitro: \| Tonolini (Milano) \| |
| Arbitro:                                 | Tonolini (Milano) |       |           |                                                     |

### Coppa Italia di Serie C

#### Girone E
| Arbitro: | Cuttica (Alessandria) |

|                                                        |           |                          |
| Chiappara 20’ Zaniolo 23’, 44’, 90+2’ Budel 66’ (rig.) | Marcatori | 16’ Pierotti 46’ Granozi |

| Arbitro: | Tonin (Piombino) |

|                                   |           |  |
| Salvi 54’ Masitto 59’ Cavalli 64’ | Marcatori |  |

| Cremona 23 agosto 2000 3ª giornata | Cremonese        | 0 – 0 | Carrarese | Stadio Giovanni Zini\| Arbitro: \| P. Rossi (Forlì) \| |
| Arbitro:                           | P. Rossi (Forlì) |       |           |                                                        |

| 27 agosto 2000 4ª giornata |  | – Turno di riposo Carrarese |  |  |

| Arbitro: | Ponzalli (Firenze) |

|                    |           |  |
| Masitto 88’, 90+3’ | Marcatori |  |